# 弗拉基米爾·戈盧博維奇
弗拉基米爾·戈盧博維奇（1986年2月24日—），黑山籃球運動員。他現在效力於西班牙球隊馬拉加籃球俱樂部。他也代表黑山國家男子籃球隊參賽。